# Хосе Гавіка
Хосе Гавіка (ісп. José Gavica, нар. 8 січня 1969, Гуаякіль) — еквадорський футболіст, що грав на позиції півзахисника, зокрема за «Барселону» (Гуаякіль) та національну збірну Еквадору.
П'ятиразовий чемпіон Еквадору. 

## Клубна кар'єра
У дорослому футболі дебютував 1988 року виступами за команду «Барселона» (Гуаякіль), в якій провів дев'ять сезонів. За цей час чотири рази виборював титул чемпіона Еквадору.
1998 року на правах оренди перебрався до чилійського «Евертона» (Вінья-дель-Мар), а згодом того ж року уклав повноцінний контракт  з «Дельфіном». Згодом протягом 2002–2005 грав за «Депортіво Ель Насьйональ», «Барселону» (Гуаякіль) та «Депортіво Ель Насьйональ». З останньою командою 2005 року уп'яте у своїй кар'єрі став чемпіоном Еквадору.
Завершив ігрову кар'єру у команді «Макара», за яку виступав протягом 2006 року.

## Виступи за збірну
1992 року дебютував в офіційних матчах у складі національної збірної Еквадору.
У складі збірної був учасником розіграшу Кубка Америки 1993 року в Еквадорі та розіграшу Кубка Америки 1997 року у Болівії.
Загалом протягом кар'єри в національній команді, яка тривала 12 років, провів у її формі 34 матчі, забивши 4 голи.

## Титули і досягнення
- Чемпіон Еквадору (5):

«Барселона» (Гуаякіль): 1989, 1991, 1995, 1997
«Депортіво Ель Насьйональ»: Клаусура 2005